# Recerques
Recerques, subtitulada «història, economia, cultura», és una revista d'investigació científica semestral d'història, publicada en català i anglès, i fundada el 1970 per Ramon Garrabou, Ernest Lluch, Josep Termes, Joaquim Molas i Josep Fontana.
Publicada inicialment durant l'etapa del franquisme, hi van confluir per a la seva creació historiadors tradicionalment marxistes, els anomenats «historiadors del PSUC» com Termes, Fontana o Garrabou, el socialdemòcrata Lluch, i Molas. La ideologia actuà com a matriu metodològica, no com a «escola»; així, no s'exclogué col·laboracions no marxianes i, com a eina per la renovació dels historiadors de l'època, s'obrí a participacions estrangeres. Dins la línia de reivindicar aquesta ideologia oberta i crítica, historiograficament es va aprofundir especialment en diversos temes tals com la burgesia catalana i la seva projecció política, la crisi de l'Antic Règim i reconstrucció de l'estat liberal, el nacionalisme i signes d'identitat, el carlisme o les qüestions hisendístiques. A partir de la liquidació institucional del franquisme i, sobretot, a partir de l'Estatut d'Autonomia de 1979, s'hi produí dins l'editorial els darrers anys del segle XX una renovació en metodologies, cruïlles interdisciplinàries i nous focus d'atenció a les diverses corrents que sorgien, com el món islàmic o les mentalitats en el medievalisme entre d'altres, o temes de debat com la història del moviment obrer i camperol.
Així, des de finals del segle XX i en el segle xxi, l'editorial fa un rigorós seguiment i selecció de la qualitat i el rigor científic dels articles presentats; la informació no pot haver estat enviada alhora a cap altra institució o revista i ha de tractar treballs inèdits. Tracta temes d'investigació en ciències socials, humanitats i història, d'àmbit general i qualsevol època.
És una revista de l'associació interuniversitària «Associació Recerques, Història, Economia, Cultura», i s'edita tant en format electrònic, per la Universitat Pompeu Fabra, com en paper per les Publicacions de la Universitat de València, que també fan la distribució.